# Polaromonas hydrogenivorans
Polaromonas hydrogenivorans es una bacteria gramnegativa del género Polaromonas. Descrita en el año 2007. Su etimología hace referencia al consumo de hidrógeno. Es aerobia, inmóvil, con forma cocoide entre 0,8-2,8 µm. Se caracteriza por crecer quimiolitotróficamente con hidrógeno y dióxido de carbono, con un amplio rango de ácidos orgánicos, azúcares simples y alcohol. Las colonias son blancas o beiges, circulares y convexas. Temperatura de crecimiento entre 0-25 °C, óptima de 15-20 °C. Catalasa y oxidasa positivas. Sensible a tetraciclina, gentamicina y estreptomicina. Resistente a neomicina y novobiocina. Se ha aislado del permafrost alrededor del lago Smith, de la Universidad de Fairbank de Alaska.